# Hoplistomerus miniatus
Hoplistomerus miniatus là một loài ruồi trong họ Asilidae. Hoplistomerus miniatus được Oldroyd miêu tả năm 1940. Loài này phân bố ở vùng nhiệt đới châu Phi.